# 米赫尼夫卡 (捷奧菲波利區)
49°49′8″N 26°26′34″E / 49.81889°N 26.44278°E
米赫尼夫卡（烏克蘭語：Михнівка）是位於烏克蘭西部的村莊，由赫梅利尼茨基州裡赫梅利尼茨基區的泰奧菲波爾市鎮負責管轄。該村處於波爾特瓦河畔，始建於1562年，面積1.5平方公里，海拔高度274米，2001年人口723。